# بيت الدحان (بعدان)

تعديل مصدري - تعديل

بيت الدحان هي إحدى قرى عزلة الحرث بمديرية بعدان التابعة لمحافظة إب، بلغ تعداد سكانها 162 نسمة حسب تعداد اليمن لعام 2004.